# Mametz (Somme)
Mametz es una comuna delegada de la comuna francesa de Carnoy-Mametz, situada en el departamento de Somme, en la región de Alta Francia. Tiene una población estimada, a inicios de 2022, de 258 habitantes.

## Demografía
| 150 | 150 | 174 | 188 | 177 | 165 | 258 |
| Para los censos de 1962 a 1999 la población legal corresponde a la población sin duplicidades (Fuente: INSEE [Consultar]) |     |     |     |     |     |     |